# دکوالینیوم
دکوالینیوم (انگلیسی: Dequalinium) یک کاتیون آمونیوم چهارتایی است که معمولاً به عنوان نمک دی کلرید موجود است و به عنوان یک ضد عفونی کننده و ضدعفونی کننده مفید است.  نمک‌های برمید، یدید، استات و نمک‌های غیر دسنوآت نیز شناخته شده اند. دکوالینیوم کلرید ماده فعال چندین دارو است.

## کاربرد پزشکی
کلرید دکوالینیوم ۰.۲۵ میلی‌گرم به‌عنوان پاستیل بدون نسخه با نام‌های تجاری مانند Dequadin و SP Troche در دسترس است. دهانشویه و اسپری باکال با غلظت ۰.۵٪ نیز موجود است که برای درمان عفونت‌های جزئی دهان و گلو به کار می‌رود. این ماده می‌تواند به بهبود التهاب لوزه کمک کند، اما در موارد عفونت استرپتوکوک موثر نیست.
این فراورده همچنین به‌عنوان قرص واژینال نسخه‌ای ۱۰ میلی‌گرمی برای درمان بیماری‌های باکتریایی واژن (مانند واژینوز باکتریایی و واژینیت هوازی) در دسترس است. نام‌های تجاری آن شامل Fluomizin و Vablys است.